# Bartosz Huzarski
Bartosz Huzarski (Świdnica, 27 ottobre 1980) è un ex ciclista su strada polacco, professionista dal 2002 al 2016.

## Carriera
Passato professionista all'inizio del 2002 con il team polacco Mróz, per ben sette stagioni Huzarski gareggiò tra le file di questa formazione, nota negli anni, per esigenze di sponsor, anche come Action e Intel. Nel 2003 ottenne la prima vittoria nella massima categoria, in una tappa della Corsa della Pace, mentre nelle stagioni seguenti si aggiudicò una tappa del Bałtyk-Karkonosze Tour, due successi nella classifica scalatori del Tour de Pologne e la vittoria finale nella Szlakiem Grodów Piastowskich.
Al termine del 2008 lasciò la Mróz e passò alla ISD. Con la squadra italo-ucraina partecipò al Giro d'Italia 2009 e al Giro di Lombardia 2009; nel 2010 fece invece sue una frazione alla Settimana Ciclistica Lombarda e una alla Settimana Internazionale di Coppi e Bartali. Nel 2011 si trasferì al Team NetApp, squadra Professional Continental tedesca: in tale stagione ottenne il settimo posto al Tour de Pologne. L'anno dopo si classificò secondo nella tappa di Assisi al Giro d'Italia, e in luglio tornò anche al successo vincendo una tappa del Wyścig Solidarności i Olimpijczyków.
Con la selezione nazionale polacca ha partecipato a numerose edizioni dei campionati del mondo, gareggiando sia nella prova in linea e che in quella a cronometro. Si è ritirato dall'attività al termine della stagione 2016.

## Palmarès
- 2003

7ª tappa Corsa della Pace (Lübben > Naumburg)
- 2005

6ª tappa Bałtyk-Karkonosze Tour (Bolków)
- 2008

1ª tappa Szlakiem Grodów Piastowskich
Classifica generale Szlakiem Grodów Piastowskich
- 2010

5ª tappa Settimana Internazionale di Coppi e Bartali (Fiorano Modenese > Sassuolo)
1ª tappa Settimana Ciclistica Lombarda (Calcinato > Calcinato)
- 2012

5ª tappa Wyścig Solidarności i Olimpijczyków (Nowy Sącz > Krosno)

### Altri successi
- 2005

Classifica scalatori Tour de Pologne
- 2006

Classifica scalatori Tour de Pologne
- 2008

GP Dzierzoniowa
Szosami Zagłębia
- 2013

Classifica sprint Tour de Pologne

## Piazzamenti

### Grandi Giri
- Giro d'Italia

2009: 102º
2012: 70º
- Tour de France

2014: 68º
2015: 108º
2016: 39º
- Vuelta a España

2013: 35º
2016: ritirato (10ª tappa)

### Classiche monumento
- Milano-Sanremo

2014: 102º
2015: 98º
- Liegi-Bastogne-Liegi

2014: 102º
2015: ritirato
2016: 110º
- Giro di Lombardia

2009: 90º
2013: 24º
2014: ritirato

### Competizioni mondiali
- Campionati del mondo

Verona 2004 - In linea Elite: ritirato
Madrid 2005 - In linea Elite: ritirato
Mendrisio 2009 - In linea Elite: 73º
Mendrisio 2009 - Cronometro Elite: 33º
Melbourne 2010 - In linea Elite: 60º
Copenaghen 2011 - In linea Elite: 155º
Toscana 2013 - In linea Elite: 52º
Ponferrada 2014 - In linea: ritirato